# Carl Johan Bernadotte
Carl Johan Arthur, Thân vương Bernadotte, Bá tước xứ Wisborg (ban đầu là Hoàng tử Carl Johan Arthur của Thụy Điển, Công tước xứ Dalarna; ngày 31 tháng 10 năm 1916 – ngày 05 tháng 05 năm 2012) là con thứ 5 và con út, và là con trai thứ tư và nhỏ nhất, của Vua Gustaf VI Adolf của Thụy Điển với Margaret xứ Connaught Ông là chú của vua Carl XVI Gustaf của Thụy Điển và cậu của Nữ hoàng Margrethe II của Đan Mạch và Anna-Maria, Vương hậu Hy Lạp.
Năm 1946, ông bị tước bỏ mọi tước hiệu hoàng gia và mất quyền thừa kế ngai vàng Thuỵ Điển vì đã kết hôn với một người phụ nữ Mỹ dưới hình thức quý tiện kết hôn. 

## Hôn nhân và con cái
Bernadotte bị mất quyền thừa kế ngai vàng Thụy Điển và từ bỏ tước hiệu của ông vào năm 1946 khi ông kết hôn vào ngày 19 tháng 02 cùng năm tại thành phố New York với một người phụ nữ không môn đăng hộ đối, nhà báo Elin Kerstin Margaretha Wijkmark (Stockholm, ngày 4 tháng 10 năm 1910 – Båstad, ngày 11 tháng 9 năm 1987), con gái của Henning Wijkmark và với vợ ông là Elin Larsson.
Họ có với nhau 3 người con:
- Monica Kristina Margaretha Bernadotte (sinh ngày 05 tháng 03 năm 1948). Kết hôn vào ngày 16 tháng 01 năm 1976 và ly dị vào năm 1997 Bá tước Johan Peder Bonde af Björnö (sinh Göteborg, Thụy Điển, 5 tháng 5 năm 1950). Họ có với nhau ba con.
- Christian Carl Henning Bernadotte (sinh 03 tháng 12 năm 1949) Kết hôn vào ngày 13 tháng 9 năm 1980 với Marianne Jenny (sinh Zurich, Thụy Sĩ, ngày 31 tháng 05 năm 1958), con gái của Jacques Jenny và vợ Caroline Yvonne Venter. Họ có ba con.

Bernadottes sống một thời gian ở New York, nơi ông làm việc như người đại diện của Công ty Thương mại Anh-Bắc Âu. Họ trở thành bạn của ngôi sao điện ảnh Greta Garbo, người ở lại với họ trong ngôi nhà kiến trúc Thụy Điển của họ gần Båstad.
Ngày 29 tháng 09 năm 1988, Bá tước góa vợ kết hôn với Nữ bá tước Gunnila Martha Louise Wachtmeister af Johannishus (sinh Stockholm, ngày 12 tháng 05 năm 1923) tại Copenhagen. Nữ bá tước là con gái của Bá tước Nils Wachtmeister af Johannishus và vợ Baroness Marta de Geer af Leufsta.

## Liên kết
- Royal House of Sweden Lưu trữ ngày 13 tháng 5 năm 2008 tại Wayback Machine